# Katrin Schumacher

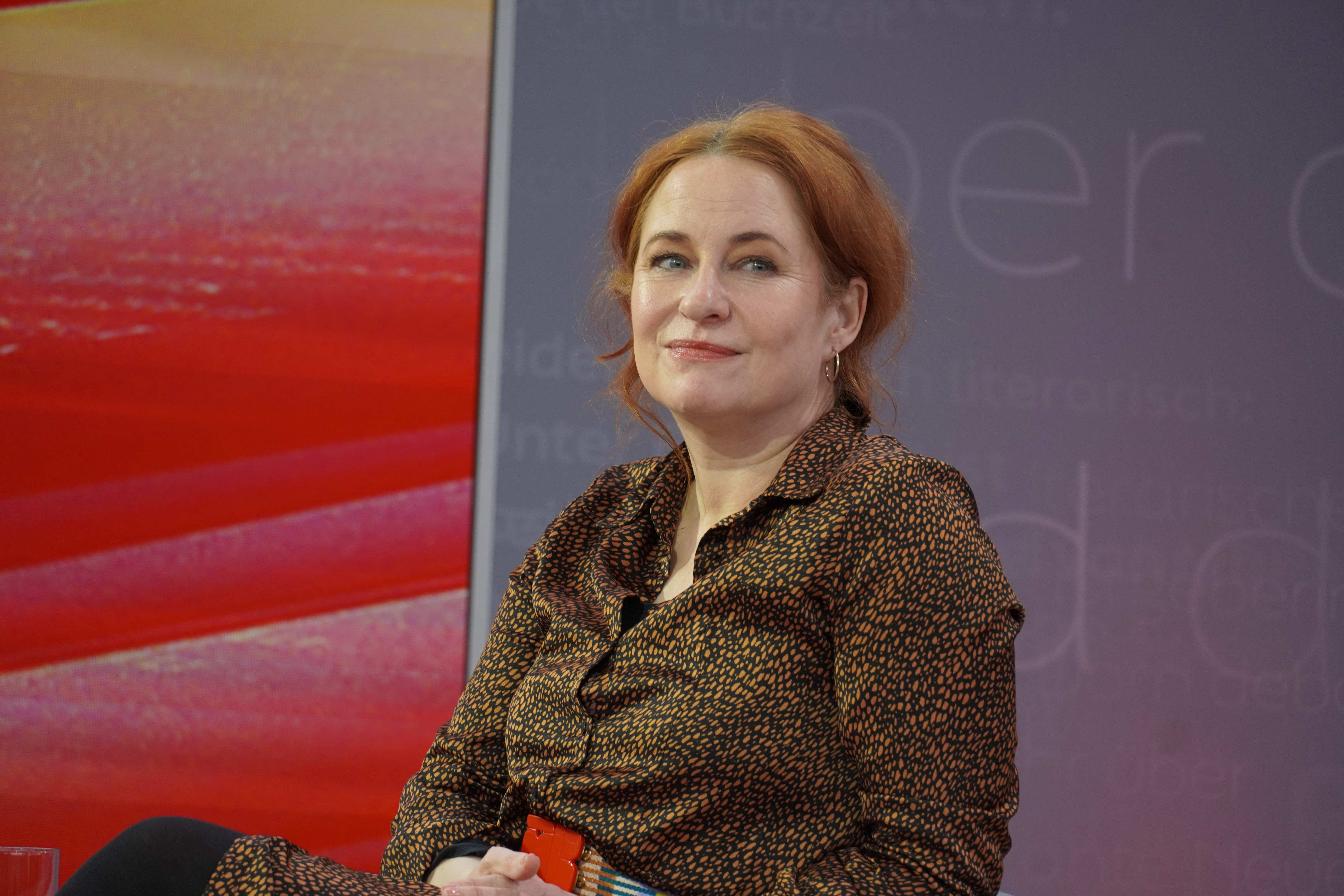
Katrin Schumacher 2025

Katrin Schumacher (Pseudonym: Marie Reinhard; * 1974 in Lemgo) ist eine deutsche Literaturwissenschaftlerin, Journalistin und Schriftstellerin. Sie ist Juryvorsitzende des Preises der Leipziger Buchmesse.

## Biografie
Schumacher absolvierte ein Studium der Germanistik, Journalistik und Kunstgeschichte an der Otto-Friedrich-Universität Bamberg, der Universität Antwerpen und der Universität Hamburg. In ihrer Dissertation im Fach Literaturwissenschaften an der Universität Hamburg untersuchte sie 2005 das Motiv weiblicher Wiedergänger oder Phantome in der Literatur.
Bereits seit 1997 schreibt sie Literaturkritiken und Features für den Hörfunk und trat als Moderatorin in Erscheinung, zum Beispiel für den WDR, den NDR, Radio Bremen oder den Deutschlandfunk. Außerdem schreibt sie für die Zeit und andere Printmedien.
Nach ihrer Promotion übernahm sie bis 2015 Lehraufträge in Hamburg, Lüneburg, Halle und Magdeburg. Sie ist als Dozentin am Deutschen Literaturinstitut Leipzig tätig.
2009 wurde Schumacher Literaturredakteurin des MDR, wo sie zunächst für den Bereich Sachbuch beim MDR-Kulturradio Figaro verantwortlich war. Ab 2016 war sie Redaktionsleiterin des medienübergreifenden MDR-Ressorts „Literatur, Film, Bühne“, seit 2022 ist sie stellvertretende Redaktionsleiterin des Ressorts „Kulturdesk“ bei MDR Kultur. Seit 2019 hostet sie den wöchentlichen Podcast „Unter Büchern“ von MDR Kultur. Außerdem ist sie Mitglied des Buchzeit-Teams auf 3sat, war Jurymitglied des Klopstock-Preises für neue Literatur sowie  2019–2021 Jurymitglied des Preises der Leipziger Buchmesse. Seit 2025 ist sie Juryvorsitzende des Preises der Leipziger Buchmesse.
Katrin Schumacher ist Mitglied des PEN Berlin und lebt in Halle (Saale).

## Auszeichnungen
- 1995/96: Erasmus-Stipendium[11]
- 2002–2005: Graduiertenförderung der Friedrich-Ebert-Stiftung
- 2024 Nominiert für den Debütpreis der Lit.Cologne für den Roman „Liste der gebliebenen Dinge“[12]

## Publikationen
- „Die Tote als Groteske? Zum Ort Heinrich Manns in der Tradition der literarisch-phantastischen Darstellung der femme fantôme“. In: Jahrbuch der Österreich-Bibliothek in St. Petersburg 5 (2001/02), S. 87–97.
- „Gespenster.“ In: Eva Erdmann (Hrsg.): Der Komische Körper. Szenen – Figuren – Formen. Bielefeld 2003, ISBN 978-3-8394-0164-4, S. 124–130
- Das weibliche Phantom: Motiv und Funktion in exemplarischen Texten um 1900. (= Schriftenreihe und Materialien der Phantastischen Bibliothek Wetzlar. Band 82). Förderkreis Phantastik in Wetzlar, Wetzlar 2004.
- „Der ‚wunderbare Sinn’ zwischen Experiment und Text – Anmerkungen zur Organisation eines Feldes der Un-/Sichtbarkeiten um 1800.“ In: Aurora 64 (2004), S. 1–24
- Femme fantôme. Poetologien und Szenen der Wiedergängerin um 1800/1900. (= Studien und Texte zur Kulturgeschichte der deutschsprachigen Literatur. Band 6). Francke, Tübingen 2007, ISBN 978-3-7720-8209-2 (Zugleich Dissertation, Universität Hamburg 2005).
- „Totenstimme. Phänomene des phantomischen Erzählens in der Literatur um 2000.“ In: Krones, Susanne und Evi Zemanek (Hrsg.): Literatur der Jahrtausendwende. Themen, Schreibverfahren und Buchmarkt um 2000. Bielefeld 2008, S. 227–239.
- „'Den Referenten im Gefolge'. Wahrnehmungen zwischen Fotografie und Roman“. In: Gerd Antos, Thomas Bremer, Andrea Jäger und Christian Oberländer (Hrsg.):Wahrnehmungskulturen. Erkenntnis, Mimesis, Entertainment. Halle 2009, S. 204–224.
- „Das Meer kommt zurück. Nautisches Leben bei Wes Anderson“. [zus. mit Ingo Uhlig] In: Christian Vittrup (Hrsg.): This is an adventure. Der Regisseur Wes Anderson. Kiel 2010, S. 149–169.
- „Monster verfolgen. Theorie und Semiotik des Monströsen bei David Lynch“. In: Sabine Kyora, Uwe Schwagmeier (Hrsg.): How to make a monster. Konstruktionen des Monströsen (= Film – Medium – Diskurs. Band 37). Würzburg 2011, ISBN 978-3-8260-4662-9, S. 173–188.
- „Schlaf, Anzug, Schlaf. Ein Nachtgespräch / Sleep, Suit, Sleep. Night Conversation.“ [zus. mit Ingo Uhlig] In: Andreas Slominski. Werke aus der Sammlung Bärbel und Manfred Holtfrerich, Katalog Kunsthalle Bremen 2014, S. 47–48
- „Das ‚Bonjour’ der Oberfläche / The surface says ‚bon jour’“ [zus. mit Ingo Uhlig] In: Bettina Göttke-Krogmann (Hrsg.): Textildesign. Vom Experiment zur Serie. Burg Giebichenstein Kunsthochschule Halle und bauhaus-Archiv 2015, S. 62–63
- Füchse. (= Naturkunden. Band 60). Matthes & Seitz, Berlin 2020, ISBN 978-3-95757-855-6.
- Liste der gebliebenen Dinge. Roman. Leykam Verlag 2024, ISBN 978-3-7011-8319-7.
- Stadt der Füchse. Novelle. Novellix Verlag 2025, ISBN 978-9175897257.